# Pavel Melnikov
Pour les articles homonymes, voir Melnikov.
Pavel Ivanovitch Melnikov (en russe : Павел Иванович Мельников ; pseudonyme Andreï Petcherski, en russe Андрей Печерский), né le 25 octobre 1818 (6 novembre dans le calendrier grégorien) à Nijni Novgorod ; mort à Liakhovo (lieu sous la juridiction de Nijni Novgorod) le 1er février 1883 (13 février dans le calendrier grégorien), est un écrivain russe du XIXe siècle. Il est surtout connu pour son roman Dans les forêts (1874), dans lequel il décrit la région de la Volga.

## Biographie
Né dans une famille noble aux revenus modestes, il passe son enfance dans le milieu provincial de la Trans-Volga.
À dix ans il entre au lycée de Nijni Novgorod. Son maître de botanique  lui fait lire Buffon ce qui lui révèle son attrait pour la nature. Il quitte le lycée à 15 ans et est accepté comme boursier à l'Université fédérale de Kazan .Il y termine ses études en 1837 avec un diplôme de philologie .  

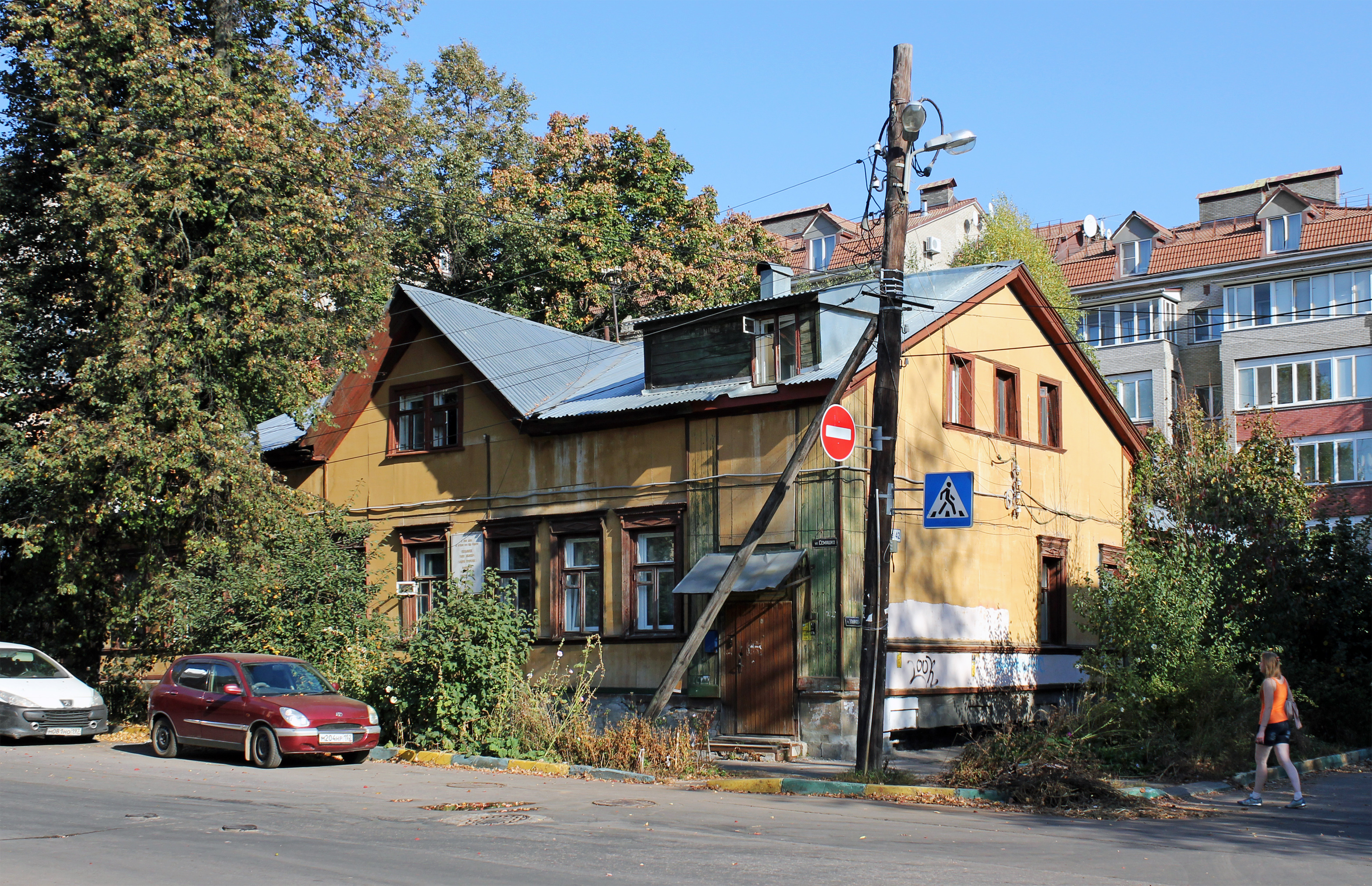
Maison natale de Melnikov à Nijni Novgorod.

Pendant ses années d'études, il se passionne pour la littérature grâce à la découverte des œuvres de Pouchkine et de Gogol, ainsi que des essais de Belinski. Alors qu'une carrière dans l'enseignement universitaire lui semble promise, il se livre à quelques excès lors d'une beuverie d'étudiants et en punition on l'expédie Perm, où il enseigne l'histoire et les statistiques. Dès 1838, toutefois, il est transféré à sa ville natale de Nijni Novgorod où il continuera d'enseigner à la chaire de français.
Il publie de courts récits de voyage dans la revue littéraire des Annales de la Patrie en 1839, puis sa première nouvelle dans Literatournaïa gazeta en 1840. Cette dernière est éreintée par la critique qui n'y voit qu'une pâle imitation de Gogol. Melnikov se détourne alors de la littérature pendant 12 ans et s'occupe en lieu et place d'archéologie. Il est également nommé représentant du gouvernement russe dans les pourparlers avec les vieux-croyants qui résistent encore au raskol du patriarche Nikon. D'abord intransigeant envers l'obscurantisme des vieux-croyants, il finit par prôner la tolérance à leur endroit, une attitude mieux en phase avec ses idées libérales, issues de la philosophie des Lumières.
En 1852, il publie Krassilnikovy dans la revue Le Moscovite, nouvelle suivie de courts récits pour la plupart parus dans Le Messager russe, où il s'attaque au servage, à la corruption à tous les niveaux de la société russe et au despotisme domestique dont les femmes sont souvent victimes. Le milieu des critiques salue la qualité indéniable de ces textes et place Melnikov aux côtés de Mikhaïl Saltykov-Chtchedrine parmi les meilleurs satiristes des années 1850. Mais, en raison même de la justesse de ce discours satirique, la censure officielle interdit la publication du premier recueil de nouvelles de Melnikov en 1853.
Il faut attendre 1861 pour que paraisse son premier roman, Gricha, œuvre plus convenue, dont le compositeur Modeste Moussorgski a toutefois choisi un passage pour l'intégrer à son opéra Boris Godounov, dont le livret est tiré de la tragédie éponyme de Pouchkine.
À partir de 1866, Melnikov, alors à la retraite, décide de vivre à Moscou pour consacrer tout son temps à l'écriture. Il publie beaucoup, parfois sous pseudonyme d'Andreï Petcherski, afin de vivre de sa plume. Il fréquente aussi le milieu littéraire de la capitale et noue des liens d'amitié avec les écrivains Alexeï Pissemski et Apollon Maïkov, mais des relations plus conflictuelles avec Nikolaï Nekrassov. De cette période se démarque la publication de plusieurs romans historiques, notamment La Princesse Tarakanova et la Princesse de Vladimir (1867).

## Dans les forêts
Pendant ses dix dernières années, il vit de nouveau à Nijni Novgorod où il écrit ses œuvres majeures, au premier rang desquelles s'impose Dans les forêts (1874), un roman foisonnant dont la traduction tardive en français par Sylvie Luneau, chez Gallimard, en 1957, remporte le prix du Meilleur Livre étranger.

## Source d'inspiration d'Alexandre Dumas ou plagiat?
Guy Peeters dans son étude sur le marquis de Cherville (Gaspard de Cherville, l'autre "nègre" d'Alexandre Dumas, Paris, éditions Honoré Champion, 2017, p. 148), explique de façon convaincante, la manière dont Dumas a plagié un des romans de Pavel Ivanovitch Melnikov, L'Ancien Temps (1860). Son roman Jacquot sans oreilles, qu'il publie sous son nom, en est la simple traduction.